# タルグタイ・キリルトク
タルグタイ・キリルトク(モンゴル語: Tarqūtāī Qirīltūq)とは、12世紀末に活躍したモンゴル部のボルジギン氏一門に属するタイチウト氏の首長。モンゴル部第2代カンたるアンバガイ・カンの孫に当たり、同族のキヤト氏族の長で、族子に当たるテムジン（後のチンギス・カン）とはモンゴル部族の主導権を巡って争った。『元朝秘史』では塔児忽台・乞憐禿黒と記され、チンギス・カンにとってはジャダラン氏の首長のジャムカに次ぐモンゴル部族内のライバルとして描かれている。

## 名前
「タルグタイ・キリルトク 」（『秘史』：Tarɤtai Qiriltuɤ、『集史』：Tarqūtāī Qirīltūq）の「タルグタイ」とは、「肥った（Tarɤn）」という形容詞から出たものとする説もあるが、村上正二はポール・ペリオの見解に従って「タルグト族出身の母親から出た」由来だとしている。

## 生涯
『集史』の記述によるとタルグタイはモンゴル部第2代カンにしてタイチウト氏の始祖たるアンバガイ・カンの息子アダルの息子とされ、当時のモンゴル部族内では貴種の出であった。モンゴル部では第3代カンのクトラ・カン以後混乱が続いてカンが輩出されない時代が続いていたが、その中で一時的に有力となったのがタグルタイの族兄で、テムジンの父イェスゲイ・バアトルであり、タルグタイらタイチウト氏の族人もイェスゲイと行動をともにしていた。しかし、イェスゲイが急死するとタルグタイやトドエン・ギルテといったタイチウト氏の領袖はすぐにイェスゲイの一族を見限り、さらにイェスゲイの民の一部を奪いオノン川を下って去って行ってしまった。
その後、残されたイェスゲイの遺児テムジンが成長したことを聞きつけると、タルグタイは「野鶏が、幼羽を脱ぎ落としたぞ　涎たらしが、大人になったぞ」と語りテムジンの一族を襲撃した。まだ幼い弟や妹を抱えるテムジン一族はタルグタイに敵わず、遂にテムジン一人がタイチウトの捕虜となってしまった。しかし、捕虜となったテムジンは満月の夜に脱走し、タイチウト氏の隷属民であったスルドス氏のソルカン・シラに助けられてタルグタイの下から逃れることができた。この後、テムジンはキヤト氏の中で指導者として推戴され、タルグタイにとってはモンゴル部族の主導権を巡る強力な敵に成長する。
その後、『元朝秘史』によるとタルグタイはクイテンの戦い（コイテンの戦い）にタイチウトの指揮官として参戦したがチンギス・カンらに敗れ、敗走中にニチュグト・バアリン氏のアラク、ナヤア兄弟によって捕虜となり、チンギス・カンの下に連れてこられたという。しかし、このような『元朝秘史』の記述は史実と因果を逆転させており、実際にはタルグタイらがチンギス・カンの虜囚となる事件はクイテンの戦いの前に起こっており、クイテンの戦いはタイチウト部の弱体化によって引き起こされたものであった。『元朝秘史』がこのように史実を改変して「クイテンの戦い」について記述するのは、編者がテムジンにとって幼少期以来の宿敵であるタイチウト氏の撃滅を最も重要であると見なす故に、「タイチウト氏の撃滅」がクイテンの戦いの主題であると読者が認識するよう務めたためであると考えられている。後世の歴史家の間でもタルグタイ・キリルトクはチンギス・カンの強敵の一人として認識されていたようで、『新元史』などの編纂物においてタルグタイ・キリルトクはジャムカと並んで立伝されている。

## 系図
- カブル・カンから始まるキヤト氏の系図と、アンバガイ・カンから始まるタイチウト氏の系図